# Lövenich (Zülpich)
Lövenich ist ein Stadtteil von Zülpich im Kreis Euskirchen, Nordrhein-Westfalen.

## Lage
Lövenich liegt in der Zülpicher Börde. Direkt ineinander übergehend liegt der Nachbarort Linzenich. Dazwischen fließt der Rotbach. Weitere Nachbarorte sind Sinzenich, Hoven und Nemmenich. Durch den Ort verläuft die Kreisstraße 31. Südlich liegt der Schievelsberg, eine alte Dingstätte. Nördlich grenzt der Wassersportsee Zülpich an den Ort.

## Geschichte
Zahlreiche Funde aus römischer Zeit lassen auf eine frühe Besiedlung schließen. Kirche und Burg in Lövenich bildeten früher ein umfriedetes Ganzes. Heute gibt es davon nur noch die Kirche. 1124 wurden erstmals die Güter der Edelherren von Hengebach in Lövenich erwähnt. 1872 wurden die letzten Reste der ehemaligen Wasserburg abgerissen.
In und um Lövenich gab es eine Mehlmühle, die sich nach ihren früheren Besitzern zunächst Ludersdorfer, später Aachener oder Colyns-Mühle nach ihrem Besitzer Bonifacius Colyn, dem Aachener Bürgermeister und Vorkämpfer des Protestantismus, nannte, sowie die heute nicht mehr existierende Stein-Mühle, die Propst-Mühle und die Pfeiffer- oder Nonnen-Mühle.
Am 1. Juli 1969 wurde die Gemeinde Linzenich-Lövenich nach Zülpich eingemeindet.

## Kirche

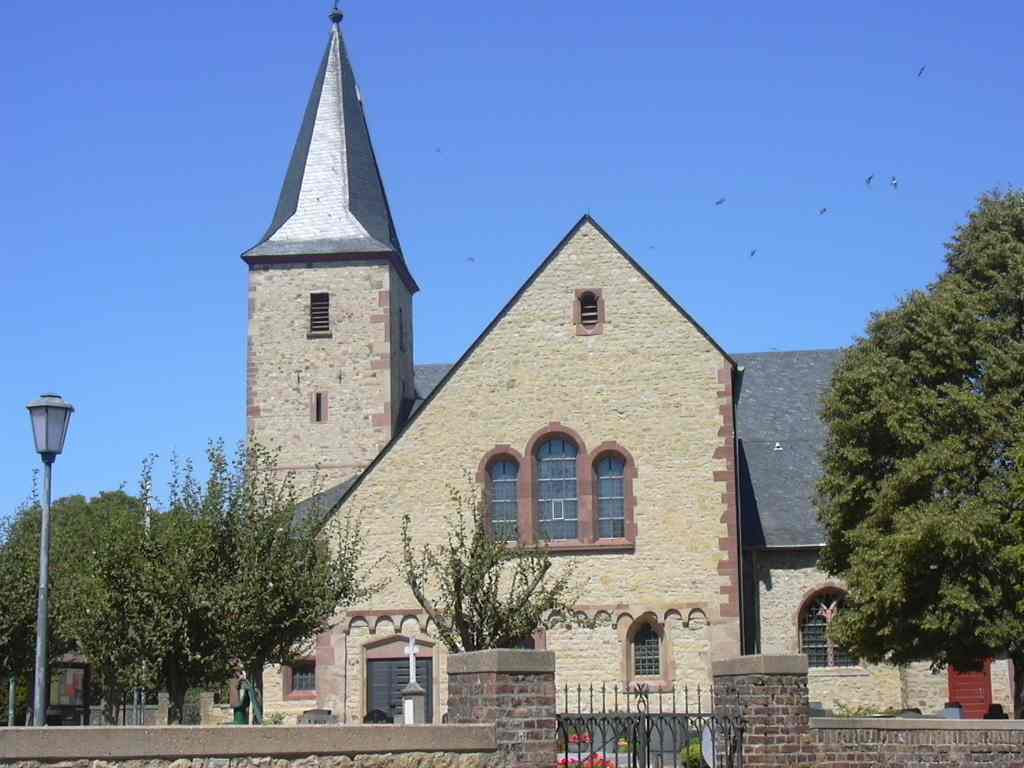
Kirche St. Agnes

Die Kirche steht unter dem Patrozinium der Hl. Agnes. Bereits in römischer Zeit muss es eine Kapelle gegeben haben, denn in den Kirchenmauern sind Relikte davon eingemauert. 1210–1240 baute Joseph von Lövenich die alte Kirche auf dem Seitenschiff der Kapelle auf. Sie besaß Turm, Chor und Seitenschiff. 1922 wurde senkrecht zu dem alten Bau die neue Kirche gebaut.

## Politik
Ortsvorsteher für Lövenich und Linzenich ist Franz Glasmacher (Stand April 2021).

## Verkehr
Der Ort liegt im Verbundraum des Verkehrsverbundes Rhein-Sieg (VRS). Die Busse der RVK fahren mit der Linie 810 auf ihrer Strecke von Euskirchen nach Schwerfen durch den Ort. Die Buslinie 774 verbindet als Citybus Zülpich den Ort u. a. mit der Innenstadt Zülpich und dem Zülpicher Bahnhof.
| Linie | Verlauf |
| ----- | --- |
| 774   | Citybus Zülpich: Zülpich Bf – Zülpich Münstertor/Zentrum – Hoven – Seepark – Lövenich – Linzenich – Sinzenich – Schwerfen |
| 810   | Euskirchen Bf – Euenheim – Wißkirchen – Enzen – (Linzenich – Lövenich – Sinzenich –) Schwerfen                            |

## Sonstiges
- In Lövenich gibt es einen katholischen Kindergarten.
- Im Sommer 1978 wurde das Frauenbildungshaus Zülpich in der Prälat-Franken-Straße 22 eröffnet.